# Duque de la Baja Lotaringia
Baja Lorena o Lotaringia (Lothier) se refiere al territorio dentro del ducado de Baja Lotaringia, gobernada por los duques de Brabante y sus sucesores después de 1190 hasta el final del Antiguo Régimen en 1796.
En 1190, en la dieta de Hall en la abadía de Comburg, el emperador alemán Enrique VI decidió que el duque de Baja Lotaringia, en ese momento Enrique I de Brabante, sólo tendría autoridad ducal en sus propios territorios de la Lotaringia (el condado de Lovaina) y sus feudos imperiales (el margraviato de Amberes, el landgraviato de Brabante y el dominio de la abadía de Nivelles).  El título de duque de Lothier se convirtió en algo puramente honorífico y no tenía más autoridad judicial o territorial. Siguieron existiendo unos pocos tribunales en Lotaringia, pero solo decidían cuestiones feudales. 
Lothier no debe confundirse con la mucho más grande Baja Lotaringia. Sólo se aplica a:
- El condado de Lovaina y Bruselas, aunque los duques de Brabante asumieron que su herencia carolingia era alodial.
- El landgraviado, desde 1183/1184 ducado de Brabante, un feudo imperial sacado del ducado de la Baja Lotaringia desde alrededor de 1085/1086. Incluía también la defensa de todas las instituciones eclesiásticas dentro del langraviato.
- El margraviato de Amberes, un feudo administrativo tradicional de los anteriores duques de la Baja Lotaringia.
- La defensa de la abadía de Nivelles, un feudo imperial.
- La defensa de la abadía de Gembloux.

- Datos: Q856984